# Helmut Schwarz
Helmut Schwarz (né le 6 août 1943) est un chimiste organicien allemand. Il est professeur de chimie à l'Université technique de Berlin depuis 1978. En 2018, il est élu membre associé étranger de l'Académie nationale des sciences des États-Unis.

## Carrière
Helmut Schwarz apprend d'abord le métier de technicien chimiste, puis étudie la chimie à l'Université technique de Berlin. Il termine ses études en 1971 et obtient son doctorat en 1972 et son habilitation en 1974 sous la direction de Ferdinand Bohlmann (en). Il poursuit des travaux postdoctoraux au Massachusetts Institute of Technology (MIT) et au Royaume-Uni, après quoi il devient professeur à la TU Berlin en 1978. Schwarz étudie les réactions chimiques, en particulier la chimie en phase gazeuse des espèces organiques ioniques et radicalaires. Il travaille également à l’amélioration des capacités analytiques de la spectrométrie de masse.
Il est président de la Fondation Alexander-von-Humboldt de 2008 à 2018. De 2010 à 2015, il est président de l'Académie Léopoldine et il est membre de l'acatech.
Schwarz est rédacteur en chef de l'International Journal of Mass Spectrometry de 1983 à 2010 et entre 1990 et 1994, il est rédacteur en chef de Chemischen Berichte. Il fait partie du comité de rédaction de Mass Spectrometry Reviews de 1990 à 2003, d'Helvetica Chimica Acta (1990 à 2002) et du Journal of the American Chemical Society (2007 à 2015).
Il a reçu de nombreux prix :
- Prix Wolf de chimie (2025)
- Prix Frontières de la connaissance de la Fondation BBVA (2024)
- Prix ENI (2015)
- Karl-Ziegler-Preis (de) (2015)[2]
- Médaille Schrödinger de l'Association mondiale des chimistes théoriciens et computationnels (WATOC, 2015)[3]
- Médaille Lichtenberg (2012)
- Médaille Erwin Schrödinger (2008)
- Prix Otto Hahn (2003)
- Médaille Prelog, ETH Zürich (2000)
- Médaille Liebig (1998)[4]
- Max-Planck-Forschungspreis (1991, avec Chava Lifshitz )
- Prix Gottfried-Wilhelm-Leibniz (1990)[5]
- Prix Otto Bayer (1989)
- Prix scientifique Klung-Wilhelmy (1980)